# Těšínská tiskárna
Těšínská tiskárna (německy Teschner Druckerei, polsky Drukarnia Cieszyńska) je významný český polygrafický podnik, nacházející se v Českém Těšíně. Byla provozována společností Těšínská tiskárna, a. s. V únoru 2021 ukončila činnost.

## Dějiny
Těšínská tiskárna byla založena v roce 1806 knihtiskařským tovaryšem Fabiánem Beynhauerem. Téhož roku ji koupil Tomáš Václav Antonín Prochaska, tiskař vyučený v pražské Schönfeldově tiskárně. V roce 1848 byla založena pobočka v Bílsku. Tiskárna se úspěšně rozvíjela a na konci 19. století byla jednou z největších a nejmodernějších v celém Rakousko-Uhersku. Roku 1883 byla tiskárna povýšena na císařskou a královskou (c. k.) dodavatelskou firmu s označením C. a k. dvorní tiskárna knih (K. und k. Hofbuchdruckerei). Roku 1894 byla v tiskárně zavedena první stereotypie v českých zemích, v roce 1900 byla zřízena písmolijna a galvanoplastika. V roce 1925 byl zaveden ofsetový tisk, roku 1931 instalovány první sázecí stroje Linotype.
V důsledku světové hospodářské krize se Prochaskova firma v roce 1930 přeměnila na společnost s ručením omezeným. Snížil se odbyt i počet zaměstnanců. Rod Prochasků tiskárnu prodal a po různých majetkových změnách ji koupil v roce 1940 říšský Němec Hubert Lüdermann.

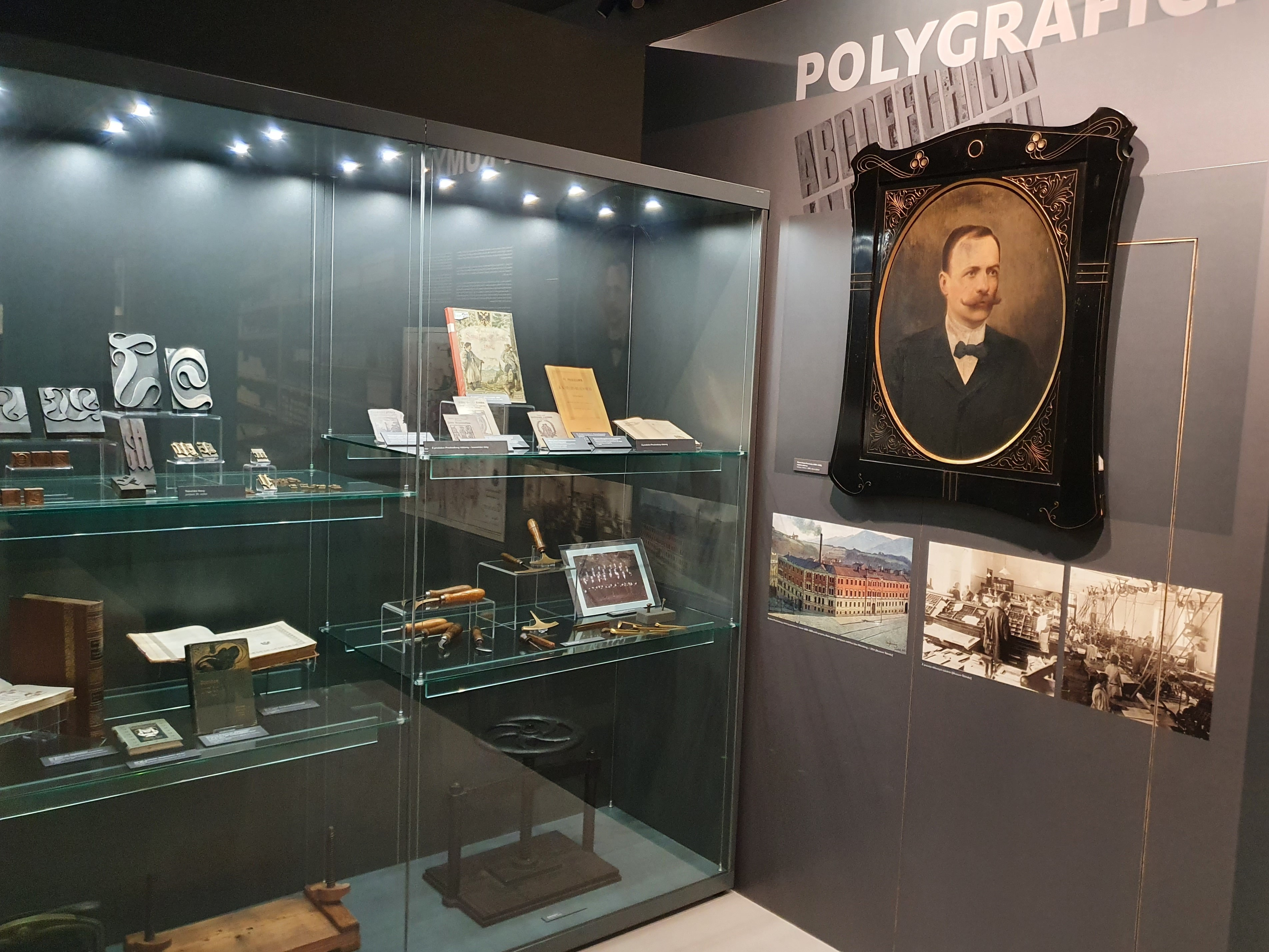
Expozice v Muzeu Těšínska věnovaná tiskařství (s portrétem Karla Prochasky, majitele tiskárny)

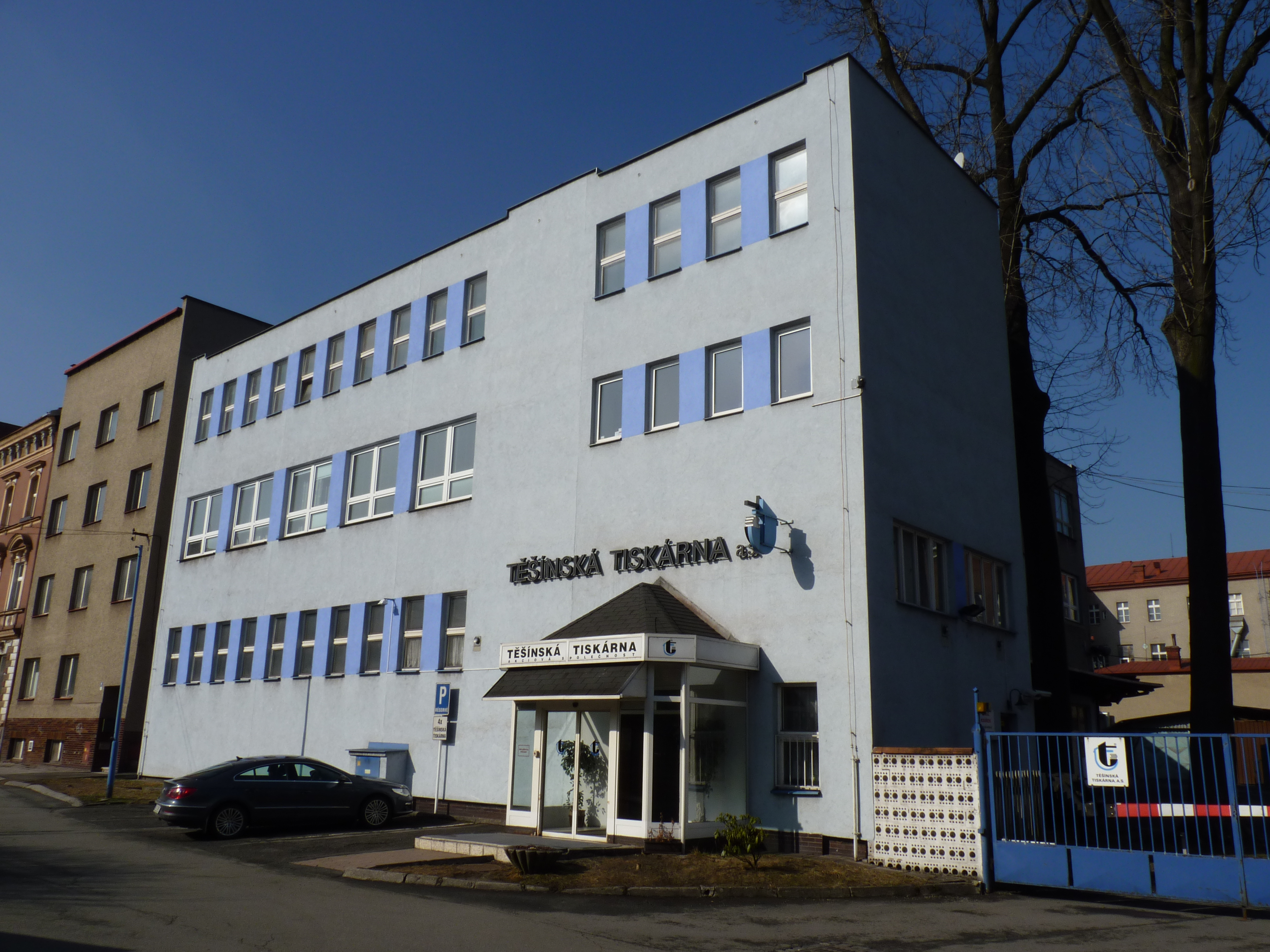
Tiskárna na Štefánikově

Po skončení druhé světové války byl tiskárně ustanoven národní správce a v roce 1949 se stala součástí Tiskařských závodů Svoboda, n. p., Praha. V rámci dalších restrukturalizací se pak stala součástí Ostravských tiskáren, n.p., Ostrava a n.p. Tisk – knižní výroba, Brno.

## Současnost
V roce 1992 byla tiskárna v rámci privatizace převedena na společnost Těšínská tiskárna, a. s. Zakladatelem a jediným akcionářem této společnosti byl Fond národního majetku. Během kuponové privatizace se akcionářská struktura roztříštila.
V roce 1995 do společnosti vstoupil jako majoritní akcionář Ing. Lambert Krejčíř, otec Radovana Krejčíře, který také byl v představenstvu firmy spolu se svou matkou Naděždou Krejčířovou. Ta byla v letech  2012–2021 předsedkyní představenstva.
Těšínská tiskárna byla moderní polygrafický podnik, specializující se na knižní produkci. Přibližně 30 % produkce zůstávalo na českém trhu, 70 % produkce bylo exportováno, především do Německa.[zdroj?]